# Lisa Knapp
Lisa Knapp (* 11. Mai 1974 in Balham, London) ist eine britische Folkmusikerin (Gesang, Fiddle, weitere Instrumente, Songwriting).

## Leben und Wirken
Knapp spielte von klein auf Geige. Obwohl sie sich zunächst für Popmusik begeisterte und E-Gitarre spielen lernte, erwuchs ihr Interesse für Folkmusik. Sie begann, in einen örtlichen Folkclub zu gehen, wo sie Künstler wie Shirley Collins, Martin Carthy, Anne Briggs, Steeleye Span, Fairport Convention, The Chieftains und Planxty erlebte, die sie beeinflussten.
Knapps Debütalbum Wild and Undaunted, das 2007 erschien, wurde von Mojo als „Folk-Album des Jahres“ ausgezeichnet. Colin Irwin gab ihrem 2013 erschienenen zweiten Album Hidden Seam, an dem auch Martin Carthy und Kathryn Williams mitgewirkt hatten, in einer Rezension für den Observer fünf Sterne. Ein Song des Albums, Two Ravens, wurde 2014 bei den Folk Awards von BBC Radio 2 als bester Originalsong ausgezeichnet.
Till April Is Dead - A Garland of May, Knapps Konzeptalbum aus dem Jahr 2017 über den Monat Mai, erhielt eine Fünf-Sterne-Rezension im Guardian von Jude Rogers, in der es als „überquellend vor Wärme, Licht und Eigenwilligkeit“ beschrieben wurde. Knapps Stimme sei eine „Offenbarung, sowohl rein als auch wild und frei sprudelnd“. Sie ist auch auf Alben von Gerry Diver, The Memory Band, Tom Robinson und Clara Sanabras zu hören.
Knapp ist mit Gerry Diver verheiratet, der ihre Alben mitproduzierte. Sie haben eine gemeinsame Tochter.